# Dororo/解放区
「Dororo/解放区」（どろろ/かいほうく）は、ASIAN KUNG-FU GENERATIONの26枚目のシングルで、2019年5月15日にKi/oon Musicより発売された。

## 概要
キャリア初の両A面シングルで、通常盤と初回限定盤の2形態で発売。
「Dororo」はテレビアニメ『どろろ』第2クール（2019年版）のオープニング・テーマのために書き下ろした楽曲で、2019年4月1日には同曲の使用されたアニメのオープニング映像がYouTubeで公開され、2019年8月14日にリリースされた『どろろ』のサウンドトラック「TVアニメ『どろろ』音楽集-魂の鼓動-」にも収録されている。2019年4月22日に先行配信がスタートし、2019年4月27日にはミュージックビデオがYouTubeで公開された。
「解放区」のミュージックビデオはエキストラの募集が行われ、本作の発売日である2019年5月15日にYouTubeで公開された。
「Dororo」は『ホームタウン』ツアーの新潟公演でライブ初披露された。
「解放区 / Liberation Zone」は『ホームタウン』ツアーの全公演アンコールラストで披露された。
2022年3月30日発売の10th Album『プラネットフォークス』に両曲とも収録される。アルバム収録までのスパンは約2年10か月と過去最長である。

## 収録曲
| 全作詞: Gotch（後藤正文）、全作曲: 山田貴洋、Gotch（後藤正文）、全編曲: ASIAN KUNG-FU GENERATION。 |                              |                   |                             |                                                       |      |
| #                                                                                                  | タイトル                     | 作詞              | 作曲・編曲                  | 備考                                                  | 時間 |
| 1.                                                                                                 | 「Dororo」                   | Gotch（後藤正文） | 山田貴洋、Gotch（後藤正文） | テレビアニメ『どろろ』第2クールオープニング・テーマ。 | 2:41 |
| 2.                                                                                                 | 「解放区 / Liberation Zone」 | Gotch（後藤正文） | 山田貴洋、Gotch（後藤正文） | MVにはエキストラを公募した。 藤枝MYFC公式応援ソング   | 4:14 |
| 合計時間:                                                                                          | 合計時間:                    | 合計時間:         | 6:55                        |                                                       |      |

### 初回盤限定Blu-ray Disc
2018年11月27日の350人限定招待のSPACE SHOWER TV LIVE with YOU@LIQUIDROOMの内、全10曲を55分にわたって収録。メンバーによるオーディオコメンタリー付き。
| #   | タイトル              | 作詞 | 作曲・編曲 |
| --- | --------------------- | ---- | ---------- |
| 1.  | 「センスレス」        |      |            |
| 2.  | 「スタンダード」      |      |            |
| 3.  | 「マーチングバンド」  |      |            |
| 4.  | 「サイレン」          |      |            |
| 5.  | 「生者のマーチ」      |      |            |
| 6.  | 「ホームタウン」      |      |            |
| 7.  | 「荒野を歩け」        |      |            |
| 8.  | 「Re:Re:」            |      |            |
| 9.  | 「今を生きて」        |      |            |
| 10. | 「ボーイズ&ガールズ」 |      |            |